# Fondation allemande pour la recherche
Pour les articles homonymes, voir DFG.

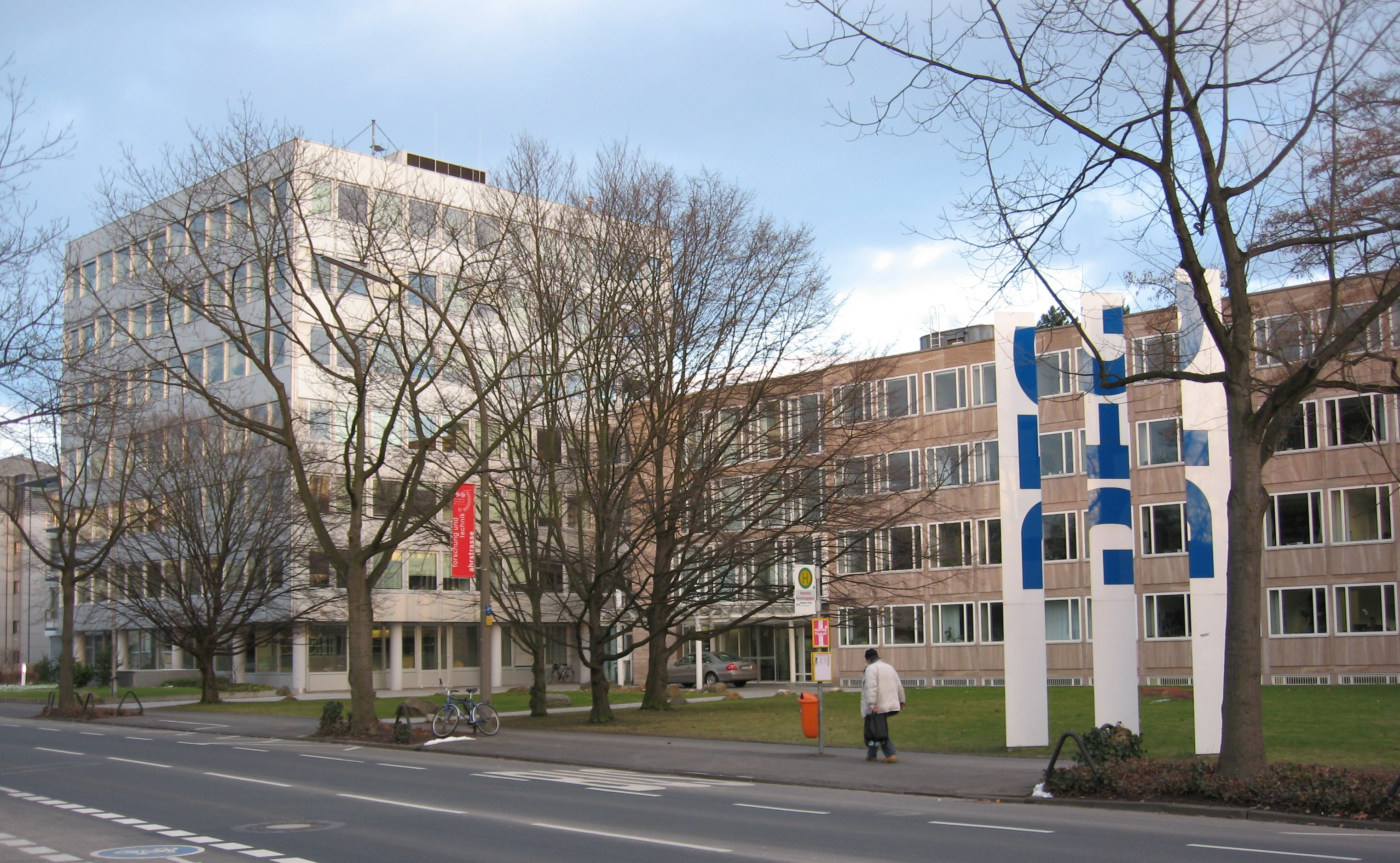
Siège de la Deutsche Forschungsgemeinschaft à Bonn.

La Fondation allemande pour la recherche (en allemand Deutsche Forschungsgemeinschaft, en abrégé DFG) est une institution qui a pour mission de promouvoir la recherche scientifique en Allemagne. Elle soutient tous les domaines de recherche scientifique et est financée par les Länder allemands et le gouvernement allemand.

## Histoire
Le 30 octobre 1920 est fondée la Notgemeinschaft der deutschen Wissenschaft sur l'initiative de Fritz Haber et de Friedrich Schmidt-Ott, qui en fut le premier président. Parmi ses membres, elle comptait les sociétés des sciences allemandes (Berlin, Göttingen, Heidelberg, Leizig et Munich), des universités, des établissements d'enseignement supérieur et l’Institut Kaiser-Wilhelm. Cette organisation avait pour objectif d'aider la recherche allemande dans un contexte économique défavorable, dû à l'inflation, l'augmentation du nombre d'étudiants et des dépenses de formation. Pour cela, elle créa en 1920 une fondation pour permettre de recevoir des fonds privées. En 1929, son nom devient Deutsche Gemeinschaft zur Erhaltung und Förderung der Forschung, communément appelé Forschungsgemeinschaft. Ses activités s'articuleront autour de la coordination, du financement et de la promotion de la recherche. L'arrivée au pouvoir des nationaux-socialistes, en 1933 marqua le début de la perte d'autonomie de l'organisation au profit du pouvoir exécutif. En 1934, le comité directoire et le président Schmidt-Ott sont contraints de se retirer. Ce dernier est remplacé par Johannes Stark. La recherche dut alors être menée en conformité avec l'idéologie nazie, suivant le processus de Gleichschaltung, et au service de la communauté nationale allemande.
Après la Seconde Guerre mondiale, la Forschungsgemeinschaft a été refondée à Bonn en 1949. Cette refondation est l'œuvre collective d'une majorité d’établissements d'enseignement supérieur allemands, des différents ministres de la culture et de l'enseignement des Länder, et du Stiftungverband. La même année est fondé le Deutsche Foschungsrat par les académies de Göttingen, Heidelberg et Munich et par la Société Max-Planck, dont la présidence est assuré par Werner Heisenberg. Cette nouvelle institution est proche de l'État fédéral, contrairement à la Forschungsgemeinschaft, qui est proche des Länder. En 1951, ces deux institutions fusionnent pour donner la Deutsche Forschungsgemeinschaft.
À partir de la réunification, la DFG étend ses activités à toute l'Allemagne réunifiée.

## Organisation
La Deutsche Forschungsgemeinschaft a le statut d'une eingetragener Verein (e. V.), son siège est à Bonn, dans le Land de Rhénanie-du-Nord-Westphalie. L'actuel président est Peter Strohschneider (de).

### Anciens présidents
- 1952–1955 Ludwig Raiser (de)
- 1955–1964 Gerhard Hess (de)
- 1964–1973 Julius Speer (de)
- 1973–1979 Heinz Maier-Leibnitz
- 1980–1985 Eugen Seibold (de)
- 1986–1991 Hubert Markl (en)
- 1992–1997 Wolfgang Frühwald (de)
- 1998–2006 Ernst-Ludwig Winnacker (en)
- 2007–2012 Matthias Kleiner (de)
- depuis 2013 Peter Strohschneider (de)

## Prix
La DFG remet les prix suivants :
- le prix Gottfried-Wilhelm-Leibniz, qui est une des plus hautes distinctions scientifiques allemandes ;
- le prix Heinz-Maier-Leibnitz pour les jeunes chercheurs ;
- le prix Bernd-Rendel pour les jeunes doctorants des sciences de la Terre ;
- le prix Albert-Maucher pour les sciences de la Terre ;
- le prix de la protection des animaux Ursula M. Händel ;
- le prix von Kaven pour les jeunes mathématiciens.
- le prix Communicator, qui récompense les scientifiques vulgarisant leurs travaux ; (attribué à Christian Drosten en 2020)
- le prix Eugen und Ilse Seibold, récompense les contributions au rapprochement entre le Japon et l'Allemagne ;
- le prix Copernic (Kopernikus-Preis), pour les coopérations entre la Pologne et l'Allemagne décerné avec la Fondation pour la science polonaise.
- le prix Gerhard-Hess(1988-2000).